# 土井氏
土井氏（どいし）は、武家・華族だった日本の氏族。江戸時代前期に幕府老中・大老を務めた土井利勝を祖とし、3家（下総古河藩主、越前大野藩主、三河刈谷藩主）が廃藩置県まで大名として残り、華族令施行後3家とも子爵家に列した。

## 創業期
土井氏は、江戸時代に徳川幕府に提出した資料（寛政重脩諸家譜に記載）によれば、清和源氏土岐氏の庶流とされ、土岐五郎光定（光貞）の次男孫太郎定親から始まり、（原）彦二郎師親、（土居）遠江守貞秀、と続き、途中不詳ながら戦国期に（早乙女）利重、（土居）利昌、利勝へとつながる。これは当時家系を名流に求めるのが常であったので、真偽は疑わしい。
土井氏の直接の始祖である土井利勝も出生と育ちが複雑である。徳川家康の母於大の方の実兄水野信元の庶子として天正元年（1573年）に浜松で生まれ、のちに土居利昌（正利）の養子になったとされ、家康の母方の従弟であった。ただし異説もあり、利昌の娘（後玉等院）に産ませた家康の隠し子で、水野信元の養子となり、後に信元が敵方の秋山信友と内通した容疑で織田信長の命を受けた家康の家臣平岩親吉に殺されると、利昌の養子にされたとも言われる。
養父である土居利昌は、甚三郎または早乙女小左衛門と称し、家康に仕えて慶長3年（1598年）9月11日に没した。土居から土井へ改めたのは利勝の代とされる。
利勝は早くから家康と秀忠の近くで仕え、慶長7年（1602年）12月28日下総小見川1万石を与えられ、その後2万石に加増。慶長15年（1610年）1月に下総佐倉3万2000石、寛永10年（1633年）4月7日に下総古河16万石となった。
幕府内でも順調に出世し、慶長15年（1610年）8月3日（一説には元和9年（1623年）9月）には老中、寛永15年（1638年）11月7日には大老に就任する。

## 土井氏の諸家系
正保元年（1644年）7月10日に利勝が没すると、その遺領は4人の子（利隆、利長、利房、利直）に分与された。さらに利隆没後も分与があった。以下にその家系を示す。なお、利勝の血筋は男系が断絶、女系は水戸徳川家など多くの大名家に血脈を伝えている。

### 土井宗家（利勝直系）
宗家らしく、幕閣の重臣を輩出した。利勝の大老は別格として、2代利隆が若年寄、8代利里が京都所司代、10代利厚と11代利位が老中となった。維新後、子爵に列する。
1. 利勝（としかつ）　下総古河16万石。
2. 利隆（としたか）　利勝の子。分与後下総古河13万5000石。
3. 利重（とししげ）　利隆の子。分与後下総古河10万石。
4. 利久（としひさ）　利重の弟。下総古河10万石→没後除封（無嗣）。
5. 利益（とします）　利重の弟。下総古河7万石再興→志摩鳥羽7万石→肥前唐津7万石。
6. 利実（としざね）　利益の子。肥前唐津7万石。
7. 利延（としのぶ）　利直系3代利清の子。肥前唐津7万石。
8. 利里（としさと）　利延弟。肥前唐津7万石→下総古河7万石。
9. 利見（としちか）　大給松平乗佑の子。下総古河7万石。
10. 利厚（としあつ）　桜井松平忠名の子。加増により下総古河8万石。
11. 利位（としつら）　利長系5代利徳の子。下総古河8万石。
12. 利亨（としなり）　酒井忠藎の子。下総古河8万石。
13. 利則（としのり）　藤堂高秭の子。下総古河8万石。
14. 利与（としとも）　利則の子。下総古河8万石→廃藩。

### 三河土井家（利長系）
早くから利勝の血統が断絶し、養子相続が続いた。2代利意が寺社奉行、11代利善が寺社奉行と陸軍奉行を勤めている。維新後、子爵に列する。
1. 利長（としなが）　利勝の子。利隆より下野国内1万石分与。利隆の子利重より1万石分与→三河西尾2万3000石。
2. 利意（としもと）　稲葉正則の子。三河西尾2万3000石。
3. 利庸（としつね）　三浦便次の子。三河西尾2万3000石。
4. 利信（としのぶ）　利庸の子。三河西尾2万3000石→三河刈谷2万3000石。
5. 利徳（としなり）　伊達宗村の子。三河刈谷2万3000石。
6. 利制（としのり）　利徳の子。三河刈谷2万3000石。（寛政一揆の処罰で一部を福島藩と領地替え）
7. 利謙（としかた）　利制の弟。三河刈谷2万3000石。
8. 利以（としもち）　利制の弟。三河刈谷2万3000石。
9. 利行（としひら）　利以の子。三河刈谷2万3000石。
10. 利祐（としすけ）　堀田正衡の子。三河刈谷2万3000石。
11. 利善（としよし）　井上正甫の子。三河刈谷2万3000石。
12. 利教（としのり）　建部政醇の子。三河刈谷2万3000石。
13. 忠直（ただなお）　藤井松平忠固の子。三河刈谷2万3000石→廃藩。

### 越前土井家（利房系）
初代利房は兄の利長より優遇が目立ち、石高も多く、老中も勤めている。7代利忠は藩政改革、財政再建を行い、藩校明倫館を設立して洋学を奨励、藩経営の商店「大野屋」の設立や、蝦夷地開拓に興味を持ったことで有名。維新後、子爵に列する。
1. 利房（としふさ）　利勝の子。利隆より下野国内1万石分与。利隆の子利重より1万石分与。越前大野4万石。
2. 利知（としとも）　利房の子。越前大野4万石。
3. 利寛（としひろ）　利知の子。越前大野4万石。
4. 利貞（としさだ）　利寛の子。越前大野4万石。
5. 利義（としのり）　井伊直幸の子。越前大野4万石。
6. 利器（としかた）　久世広明の子。越前大野4万石。
7. 利忠（としただ）　利義の子。越前大野4万石。
8. 利恒（としつね）　利忠の子。越前大野4万石→廃藩。

### 大輪土井家（利直系）
1. 利直（としなお）　利勝の子。利隆より下総国内5000石分与。利隆の子利重より5000石分与され、下総大輪1万石。
2. 利良（としよし）　利房の子。相続が利直の子一学でないのは筋違いとして5000石に減知。以降旗本として存続。
3. 利清（としきよ）　利良の子。

### 常陸土井家（利益系）
1. 利益（とします）　利隆の子。兄利重より常陸・下総国内1万石分与。のち下総古河藩相続。

## 明治以降

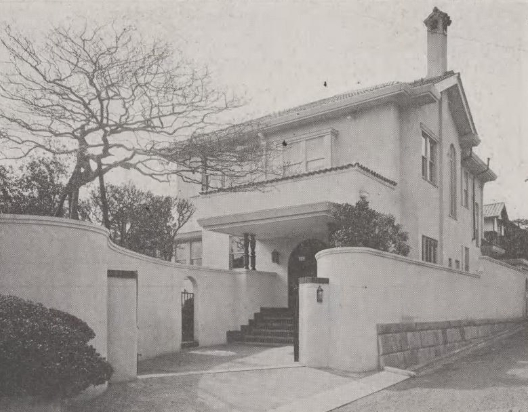
昭和8年に竣工した東京市麹町区一番町にあった大野土井子爵家の邸宅

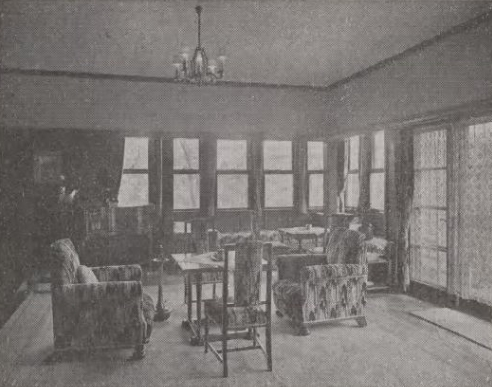
同邸の一室

明治維新後の明治2年（1869年）6月17日の行政官達で公家と大名家が統合されて華族制度が誕生すると大名の土井家3家も華族に列した。最後の藩主3名はいずれも明治2年（1869年）6月の版籍奉還により藩知事に任じられ、明治4年（1871年）7月14日の廃藩置県まで藩知事を務めた。
明治17年（1884年）7月7日の華族令の施行で華族が五爵制になると、同月8日に旧大名土井家3家はいずれも旧小藩知事として子爵家に列せられた。
資本主義の発展と共に古河土井子爵家の所有する土地の地価が高騰し、資産高は大正期には100万円、昭和3年には270万円に達し、同家は東京府多額納税者に列している。
同家の土井利與子爵は、明治21年に主猟官を辞した後には「悠々風月を友」とする優雅な生活を送っていたが、その長男の利孝は、映画道楽にのめりこみ、華族の小笠原プロダクションに出入りするようになって、プロの映写技師となるが、女優や俳優などと面識を得ているうちにロシア金鉱投資話に乗せられて、相当の大金を投入。一向に元金回収の見込みが立たないのに気づいて利孝は金鉱投資から撤退したものの、35万円の損害賠償請求を起こされた。これを知って驚いた父利與は、利孝を準禁治産者にすることを申請。しかし時すでに遅く、その時までに利孝が法律上負担すべき負債は180万円に達していた。
この負債をどうすべきか、利與と利孝が話し合っている最中の昭和4年正月に利與は死去し、5月に利孝が襲爵したが、結局負債整理の目途が立たず、利孝は華族礼遇停止処分を受けた。昭和6年頃には資産を売却し、負債整理の目途が立ち、それに伴い華族礼遇停止処分は解除された。ただ、これにより古河土井子爵家は資産を大きく落とし、二度と多額納税者として記載されることはなくなった。
昭和前期には古河土井子爵家の邸宅は東京市淀橋区下落合、大野土井子爵家の邸宅は東京市麹町区一番町、刈谷土井家の邸宅は神奈川県三浦郡逗子町西小坪源氏谷にあった。

## 発蹟地の石碑

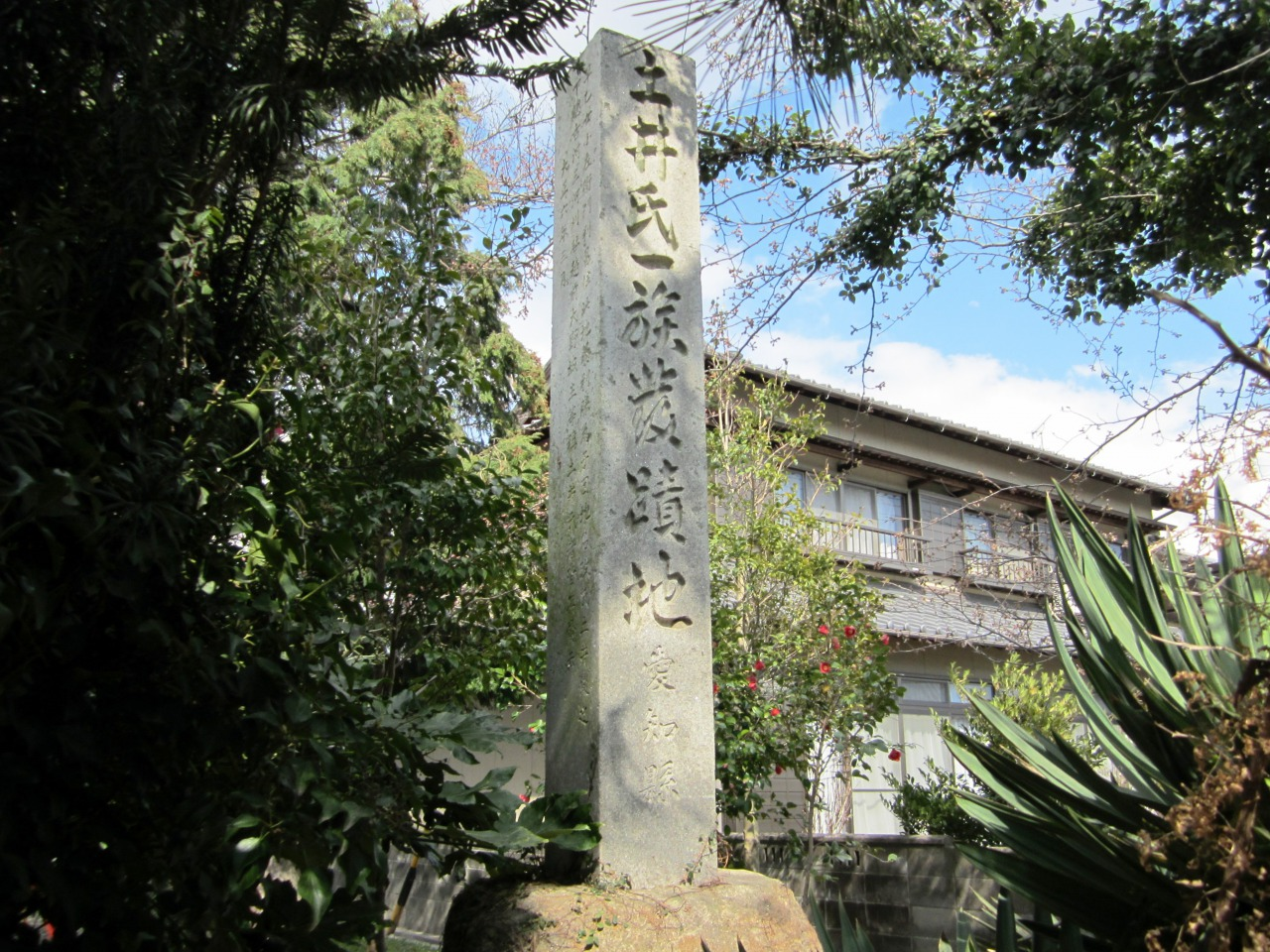
土井氏一族発蹟地（愛知県岡崎市土井町）

土井氏発祥の地は三河国碧海郡土井村といわれ、現在の愛知県岡崎市土井町蔵屋敷の社口司社に、「土井氏一族発蹟地」という石碑がある。